# 法勞伊戈
8°37′30″S 179°04′44″E / 8.6251°S 179.079°E

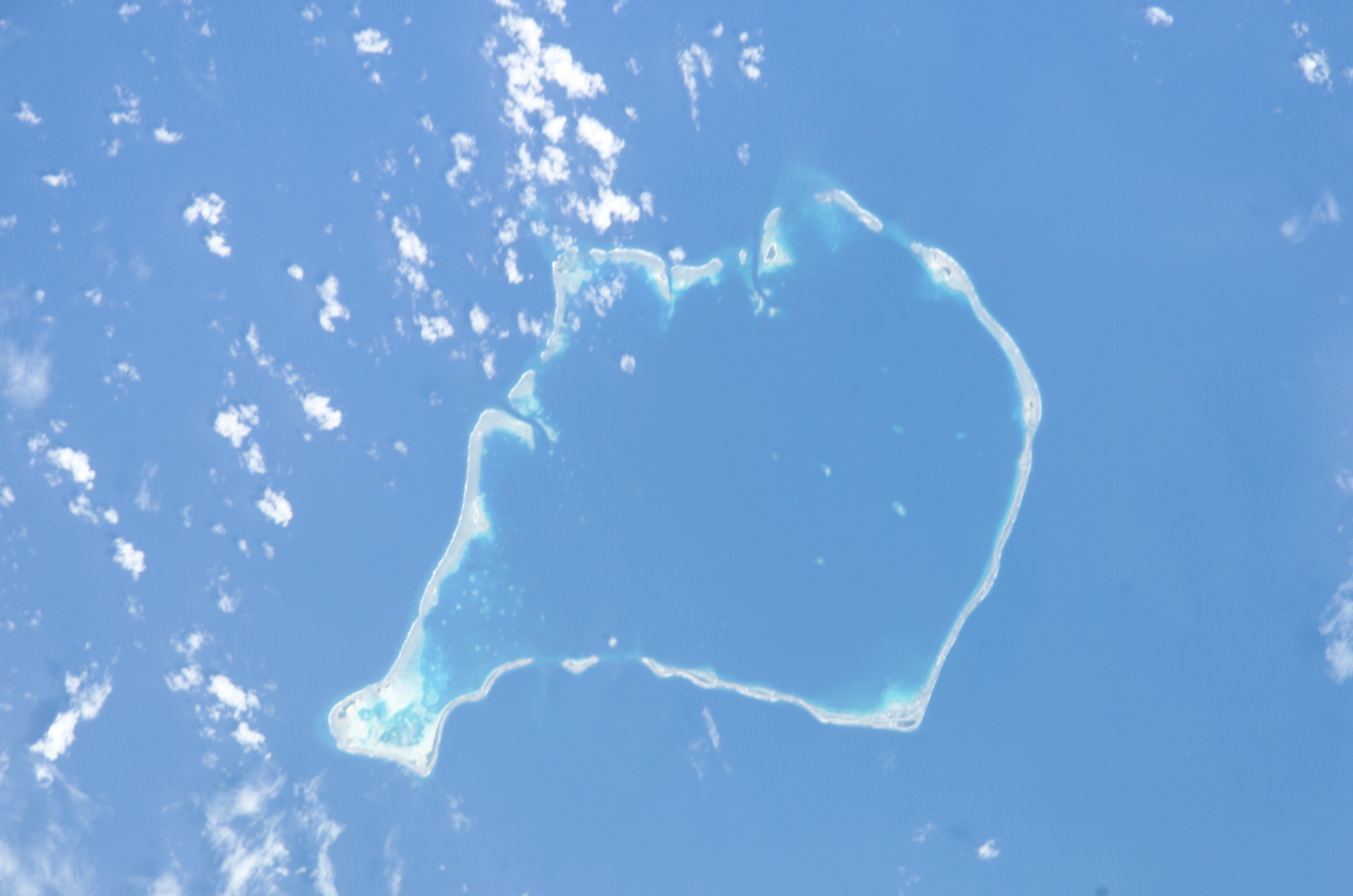
富納富提全圖

法勞伊戈（英語：Falaoigo Isle）是一個位於吐瓦魯首都富納富提的一座珊瑚礁島嶼。該島平均海拔為8米。该岛最高点海拔11米。 南北长0.7公里，东西长0.4公里。面积0.18平方公里。